# Alsea (empresa)
Alsea, S.A.B. de C.V., es una empresa multinacional mexicana de restaurantes de franquicias. Es catalogada por la revista Expansión como la empresa número 71 más importante del país en 2020; fundada por el mexicano Alberto Torrado Martínez en 1989 en la Alcaldía Álvaro Obregón de la Ciudad de México, dedicada a la representación y operación de restaurantes de marcas globales en México, Iberoamérica y Europa y en su momento en la industria de la moda a través de Grupo Axo, donde mantenía una participación del 25% de la capital social de dicha empresa, hasta el 2017 cuando vendieron su participación a la inversora General Atlantic. A Alsea se le considera como la mayor restaurantera de la región, y se encarga de la distribución de suministros y servicios administrativos, financieros y humanos de las cadenas de comida que se establecen en México. Sin embargo, sus operaciones se expanden por diversos países de Sudamérica como Chile, Argentina y Colombia. En 2013, firmó un contrato para llevar la marca P.F. Chang's a Brasil con proyecciones de contar con 30 sucursales en un futuro, también se ha firmado la exclusividad para llevar a la conocida marca The Cheesecake Factory con exclusividad a México, Chile, Argentina, Colombia y Perú.

## Historia
La historia de Alsea tiene su origen en la obtención de la franquicia maestra otorgada por DPI a la empresa Torrquín, hoy Operadora Domino´s Pizza, subsidiaria de Alsea, la cual otorga el derecho exclusivo para el cuidado, explotación y desarrollo del Sistema Domino's Pizza en México hasta 2025. En 2002, inauguran su primer Starbucks Coffee en México. Adicionalmente, desde enero de 2004, tiene participación mayoritaria en West Alimentos, compañía franquiciataria de Burger King Corporation para la explotación y uso de la marca Burger King en México. En marzo de 2004, se firmó un acuerdo con AFC Enterprises para operar la marca Popeyes Chicken & Seafood en México (excepto Nuevo León, Tamaulipas, Coahuila y Chihuahua) abriendo la primera tienda en el mes de junio de 2004. En el tercer trimestre de 2005, se incursiona en el sector de restaurantes casuales en México con la adquisición del 60% de las acciones representativas de Grupo Aldi, S.A. de C.V., franquiciatario de Chili’s Grill & Bar para la Ciudad de México, el Estado de México, Morelos, Puebla, Hidalgo y Querétaro.
En el año 2006, Alsea se internacionaliza con la compra de Burger King en Argentina y Chile, un año después adquieren la exclusiva para desarrollar a Starbucks Coffee en dichos países, contando desde el 2013 con el 100% de las operaciones de Starbucks Coffee en Argentina, Chile y Colombia, ya que en el 2008 incursionan en Colombia con el inicio de operaciones de Domino's Pizza y Burger King. En 2009, abrieron en México una sucursal de la cadena de comida china P.F. Chang's, siendo la primera unidad de dicha marca fuera de los Estados Unidos, en 2011 obtienen un contrato para operar la ya mencionada marca en Argentina, Chile y Colombia, y en Brasil en el 2013, así como también acordándose la compra de los restaurantes Vips y El Portón de Walmart de México y Centroamérica en México, y un año después se acordó la compra de las empresas españolas Grupo Vips y Grupo Zena, posicionándose inmediatamente en la península ibérica, en 2016 adquieren a la cadena de restaurantes colombiana Archies, consolidándose aún más en el continente sudamericano, llegando en 2017 a Uruguay, con el desarrollo y operación de Starbucks Coffee. En el año de 2019, se adentran en el mercado europeo con un contrato para el desarrollo de Starbucks Coffee en los Países Bajos, Francia, Italia, Luxemburgo y Bélgica.
Posteriormente, en junio de 2022 Grupo Alsea se deshace de la marca El Portón, vendiendo sus 15 sucursales que aún quedaban en México.
En 2025, Alsea anuncia que va a empezar a abrir sucursales de Chipotle Mexican Grill en 2026, en el sur de la frontera en México, esto marcaría la primera vez que la franquicia llega a territorio mexicano.

## Actualidad
La empresa cotiza en la Bolsa Mexicana de Valores bajo la clave de pizarra: BMV: ALSEA.

## Marcas
| Restaurantes              | Países | N.º de localizaciones |
| ------------------------- | --- | --------------------- |
| Starbucks                 | México, Argentina, Chile, Colombia, Uruguay, España, Portugal, Francia, Italia, Bélgica, Países Bajos y Luxemburgo | 1517                  |
| Popeyes                   | México | 36                    |
| Domino's Pizza            | México, Colombia y España                                                                                          | 1167                  |
| Burger King               | México, Argentina, Chile, Colombia y España                                                                        | 647                   |
| Chili's                   | Centro de México (Ciudad de México, Estado de México, Hidalgo, Tlaxcala, Puebla, Querétaro y Morelos) y Chile      | 77                    |
| P.F. Chang's China Bistro | México, Chile y Colombia                                                                                           | 29                    |
| Pei Wei Asian Diner       | México | 17                    |
| Italianni's               | México | 95                    |
| The Cheesecake Factory    | México | 4                     |
| California Pizza Kitchen  | México | 5                     |
| Vips                      | México y España | 427                   |
| La Casa del Comal         | México (Centro, norte y sur, Ciudad de México, Durango y Tabasco)                                                  | 4                     |
| Foster's Hollywood        | España | 233                   |
| Cañas y Tapas             | España | 18                    |
| LAVACA                    | España | 4                     |
| OléMolé                   | España | 6                     |
| Archies                   | Colombia | 31                    |
| Ginos                     | España y Portugal México                                                                                           | 124                   |
| T.G.I. Friday's           | España y México | 19                    |
| Wagamama                  | España | 6                     |
| Chipotle Mexican Grill    | México | 1                     |